# 밀란 슈코다
밀란 슈코다(체코어: Milan Škoda, 1986년 1월 16일 ~ )는 믈라다볼레슬라프에서 활약하고 있는 체코의 축구 선수이다. 2015년 6월 12일 아이슬란드와의 UEFA 유로 2016 예선 경기에서 데뷔한 이후로 체코 축구 국가대표팀에서도 활약하고 있다.